# Phoebis agarithe fisheri
Phoebis agarithe subsp. fisheri es una mariposa de la familia Pieridae; la especie es conocida comúnmente como mariposa naranja gigante.

## Descripción
Los machos son de color amarillo o color azufre a anaranjado tanto dorsal como ventralmente; cabeza, tórax y abdomen del mismo color. Ventralmente el tórax y abdomen son ligeramente más claros. Las patas son de color azufre. Las antenas son de mismo color. Las alas tienen motas de color anaranjado,  frecuentemente ausentes. En el ala anterior tiene una línea diagonal difusa a la altura de la región submarginal que inicia desde la parte subapical y termina cerca de la vena Cu2. En el margen externo tiene pequeñas escamas negras casi ausentes a la altura de las venas. La hembra es diferente al macho el color de las alas es de color azufre. En el ala anterior con el ápice con escamas de color café, y varios grupos de escamas (serie de manchas) de color café en el margen externo a la altura de las venas.  Donde termina la cédula discal en su parte más apical tiene una manchas café (serie de escamas de color café) y una línea difusa  desde la región subapical hasta la vena Cu2.  Las alas posteriores son mismo color de fondo que las anteriores color amarillo con serie de manchas en el borde externo en los alrededores de las venas, tornándose más difusas hacia la cédula discal y margen interno. Ventralmente las alas de la hembra es de color azufre  con el mismo patrón de manchas en las alas anteriores pero el café más difuso. En las alas posteriores cerca de la célula discal tiene dos manchas blancas y motas de color café algo difusas.
El tórax es de color blanco y abdomen y palpos y cabeza amarilla. En esta subespecie hay hembras muy parecidas al macho a excepción de las alas más redondeadas y con un punto café  en la célula discal en su parte más apical y con escamas anaranjadas casi ausentes. En otra forma puede ser amarillo blanquecino el color de las alas en su vista dorsal (tendiente a amarillo en la vista dorsal y a blanco en la vista ventral).
Presenta 7 puntos rojizos al final de las venas tanto en vista dorsal como ventral. La primera celda del ala posterior, partiendo del margen interno es de tono más claro. La cabeza presenta pelos amarillos, al igual que los pelos de los palmos del mismo color. Las antenas son de color marrón rojizo.  Esta especie presenta dimorfismo como en la mayoría de los miembros del género Phoebis, la hembra presenta las alas anteriores en su vista dorsal tono amarillo anaranjado, con siete machas al final de las venas sobre el margen externo de color pardo o café, con área apical del mismo color. Con línea diagonal casi ausente, una mancha casi redonda de color café o pardo al final de la cédula discal en su lado externo. Tórax, cabeza y abdomen son del mismo color que el macho. Las alas anteriores en su vista ventral presentan mismo patrón de manchas, sin embargo, la mancha más próxima a la célula discal es mucho más grande, cerca de la cédula discal presenta dos puntos blancos en el ala posterior, y ocho puntos muy pequeños al final de las venas de color rojizo por el margen externo. Hay hembra que pueden presentar un moteado de escamas rojizas, abarcando casi toda el área de las alas y las manchas en los bordes son casi ausentes, en la descripción original se menciona que la expansión alar es de dos pulgadas y es más pequeña que P. agarithe. 

## Distribución
Se distribuye en Baja California (México).

## Ambiente
Algunas de las extensiones donde se ha registrado esta subespecie es la selva baja espinosa perennifolia y caducifolia, nopaleras, etc. Vive en zonas con matorral inerme o subinerme parvifolio. Zonas áridas de la zona desértica de esta entidad. Selva baja espinosa caducifolia, y selva baja caducifolia al sur de Baja California sur. Se le ha documentado en Bahía de los Ángeles, Arroyo Hondo, cerca El Triunfo, Arroyo San Bartolo, Bahía Agua Verde, Bahía Concepción, Bahía Los frailes, Bahía Pulpito, Cabo san Lucas, etc.

## Estado de conservación
Abundante en el sur de Baja California Sur, particularmente en la Paz, más al norte del estado puede ser rara. No esta enlistada en la NOM-059, ni tampoco evaluada por la IUCN. Sin embargo, es una especie poco abundante.